# کریس کلمنتس (بازیکن فوتبال)
کریس کلمنتس (انگلیسی: Chris Clements؛ زادهٔ ۶ فوریهٔ ۱۹۹۰) بازیکن فوتبال اهل بریتانیا است.
از باشگاه‌هایی که در آن بازی کرده‌است می‌توان به باشگاه فوتبال منزفیلد تاون، باشگاه فوتبال نانت‌ویچ، باشگاه فوتبال کرو آلکساندرا، باشگاه فوتبال استافورد رانجرز، باشگاه فوتبال بارو، و باشگاه ورزشی وستمانایا اشاره کرد.